# Maurice Vallier
Pour les articles homonymes, voir Maurice Chevalier (homonymie), Chevalier et Vallier.
Maurice Chevalier, né à Genève le 6 janvier 1929 et mort le 28 mai 2020 à Ivry-sur-Seine, est un acteur suisse, connu sous le nom de scène de Maurice Vallier.

## Biographie
Après des études dans son pays natal, il rejoint Paris en 1952 où il apprend l'art dramatique. En 1955, il débute au Théâtre des Arts sous le nom de Maurice Vallier, dans Poppi de Georges Sonnier (avec Louis de Funès interprétant le rôle-titre et Marie-Blanche Vergne). Parmi ses autres pièces, mentionnons Cinna de Pierre Corneille à la Comédie de l'Ouest (1964, avec Jean Brassat et Yvonne Decade) et Le Roi Lear de William Shakespeare au Théâtre des Amandiers (1969, avec Pierre Debauche dans le rôle-titre et Danièle Lebrun).
Au cinéma, il contribue à trente-cinq films — majoritairement français ou en coproduction —, depuis Chut ! de Jean-Pierre Mocky (1972, avec Jacques Dufilho et Michael Lonsdale) jusqu'à 72/50 d'Armel de Lorme et Gauthier Fages de Bouteiller (2007, avec Marcel Cuvelier et Danièle Lebrun).
Entretemps, citons Le Secret de Robert Enrico (1974, avec Jean-Louis Trintignant et Marlène Jobert), L'Ibis rouge de Jean-Pierre Mocky (1975, avec Michel Serrault et Michel Simon), L'Argent des autres de Christian de Chalonge (1978, avec Jean-Louis Trintignant et Catherine Deneuve), Liberty belle de Pascal Kané (1983, avec Dominique Laffin et André Dussollier), Les mois d'avril sont meurtriers de Laurent Heynemann (1987, avec Jean-Pierre Marielle et Jean-Pierre Bisson), ou encore Les Araignées de la nuit de Jean-Pierre Mocky (2002, avec le réalisateur et Patricia Barzyk).
À la télévision, Maurice Vallier collabore à dix-sept téléfilms diffusés entre 1970 et 1986, dont Saint-Just et la Force des choses de Pierre Cardinal (1975, avec Patrice Alexsandre et Pierre Vaneck) et Saint Colomban et moi d'Hervé Baslé (1979, avec Michel Caccia et François Dyrek).
S'y ajoutent six séries à partir de 1973, dont Les Brigades du Tigre (un épisode, 1975), Série noire (un épisode, 1985) et Le Masque (sa dernière série, 1989, un épisode).
De 1981 à 1988, au sein du Syndicat français des artistes-interprètes, il est délégué national au spectacle vivant. Puis, de 1988 à 1995, il est président de l'Adami, fonction qu'il retrouve en 1998-1999 par intérim.

## Théâtre (sélection)
- 1955 : Poppi de Georges Sonnier, mise en scène de Pierre Valde (Théâtre des Arts, Paris) : le soldat allemand
- 1964 : Cinna de Pierre Corneille (Comédie de l'Ouest, Rennes) : Euphorbe
- 1968 : L'étoile devient rouge (The Star Turns Red) de Seán O'Casey, adaptation de Céline Zins, mise en scène de Pierre Valde (MJC-Théâtre de Colombes) : le secrétaire / un invité
- 1969 : Le Roi Lear (King Lear) de William Shakespeare, adaptation d'Yves Bonnefoy, mise en scène de Pierre Debauche (Théâtre des Amandiers, Nanterre) : le médecin
- 1975 : Le Pavillon au bord de la rivière (Wàng Jiāng Tíng Zhōng Qiū Qiē Kuài Dàn) de Guan Hanqing, adaptation de Michèle Raoul-Davis, mise en scène de Bernard Sobel, musique de scène de Betsy Jolas (Festival d'Avignon) : le vieux serviteur des Pai / le préfet Li Pi Chung

## Filmographie partielle

### Cinéma
- 1972 : Chut ! de Jean-Pierre Mocky : Henri Butin
- 1974 : Le Secret de Robert Enrico : Bertram
- 1974 : Le Jeu avec le feu d'Alain Robbe-Grillet : Bonaud (le chef de gang)
- 1974 : L'Ombre d'une chance de Jean-Pierre Mocky : l'inspecteur
- 1975 : Lily aime-moi de Maurice Dugowson : le rédacteur en chef de François
- 1975 : L'Ibis rouge de Jean-Pierre Mocky : Hervé
- 1975 : Peur sur la ville d'Henri Verneuil : l'invité qui se trompe de porte
- 1976 : Docteur Françoise Gailland de Jean-Louis Bertuccelli
- 1976 : Monsieur Klein de Joseph Losey
- 1976 : Un type comme moi ne devrait jamais mourir de Michel Vianey : un client de Léopold
- 1976 : L'Aile ou la Cuisse de Claude Zidi : un collaborateur de Duchemin
- 1976 : L'Éducation amoureuse de Valentin de Jean L'Hôte : un homme d'affaires
- 1977 : Le Roi des bricoleurs de Jean-Pierre Mocky : Calfeutret
- 1977 : Le Diable dans la boîte de Pierre Lary
- 1977 : Bobby Deerfield de Sydney Pollack (film américain) : le prêtre
- 1977 : L'Imprécateur de Jean-Louis Bertuccelli
- 1977 : Dernière sortie avant Roissy de Bernard Paul
- 1978 : L'Argent des autres de Christian de Chalonge : Pironneau
- 1978 : La Jument vapeur de Joyce Buñuel
- 1979 : Un si joli village d'Étienne Périer : le médecin
- 1980 : L'Œil du maître de Stéphane Kurc : Garel, le préfet
- 1982 : Les Quarantièmes rugissants de Christian de Chalonge : un journaliste
- 1982 : Le Choc de Robin Davis
- 1983 : Liberty belle de Pascal Kané : le censeur
- 1986 : Les Trottoirs de Saturne d'Hugo Santiago : le PDG de la maison de disques
- 1987 : Les mois d'avril sont meurtriers de Laurent Heynemann : le médecin légiste
- 1987 : Mon bel amour, ma déchirure de José Pinheiro : le prêtre
- 1992 : Ville à vendre de Jean-Pierre Mocky : Clocheton
- 2002 : Les Araignées de la nuit de Jean-Pierre Mocky : Maurice Durand
- 2007 : 72/50 d'Armel de Lorme et Gauthier Fages de Bouteiller

### Télévision

#### Séries télévisées
- 1973 : La Ligne de démarcation,
- 1974 : Malaventure ép. « Dans l'intérêt des familles » de Joseph Drimal

feuilleton, épisode 6 Erre Toranea de Jacques Ertaud : Simon
- 1975 : Les Brigades du Tigre, épisode De la poudre et des balles de Victor Vicas : le chirurgien
- 1978 : Messieurs les jurés, épisode L'Affaire Moret d'André Michel : le docteur Basile
- 1978 : Les Procès témoins de leur temps, épisode 3 Une semaine sainte : le pasteur d'Illnau
- 1978 : Le Temps des as, mini-série, épisodes non-spécifiés : le rédacteur
- 1980 : Petit déjeuner compris, mini-série, épisodes non-spécifiés : le proviseur du lycée
- 1983 : Secret diplomatique, mini-série, épisode L'Homme de Vienne de Denys de La Patellière
- 1985 : Série noire, saison unique, épisode 10 Pitié pour les rats de Jacques Ertaud : M. Brichaud
- 1989 : Le Masque, saison unique, épisode 5 Le Repos de Bacchus d'Hervé Baslé : le médecin

#### Téléfilms
- 1970 : Adieu Mauzac de Jean Kerchbron : le directeur de la prison
- 1971 : La Duchesse de Berry de Jacques Trébouta : Thiers
- 1974 : À trois temps de Jean Kerchbron : l'homme d'affaires
- 1975 : Saint-Just et la Force des choses de Pierre Cardinal : Barbaroux
- 1977 : Les Anneaux de Bicêtre de Louis Grospierre
- 1977 : La Mort amoureuse de Jacques Ertaud : Rossignol
- 1978 : Le Vent sur la maison de Franck Apprederis : le proviseur
- 1980 : À une voix près... ou La Naissance de la IIIe République d'Alexandre Astruc[3] : le deuxième député
- 1981 : Le Bonheur des tristes de Caroline Huppert : le médecin de l'hôpital
- 1981 : Gaston Lapouge de Franck Apprederis : le médecin
- 1986 : Léon Blum à l'échelle humaine de Pierre Bourgeade et Jacques Rutman : Xavier Vallat